# Эффельдер-Рауэнштайн
Эффельдер-Рауенштайн (нем. Effelder-Rauenstein) — коммуна в Германии, в земле Тюрингия. 
Входит в состав района Зоннеберг.  Население составляет 3692 человека (на 31 декабря 2010 года). Занимает площадь 41,73 км². Официальный код  —  16 0 72 002.
Коммуна подразделяется на 8 сельских округов.

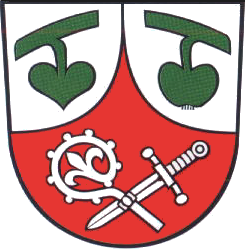
Эффельдер-Рауенштайн

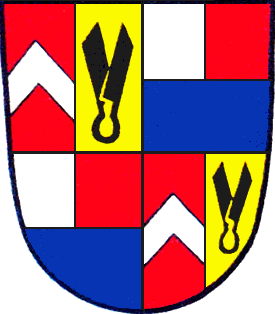
Эффельдер-Рауенштайн